# Lalgudi
Lalgudi es una ciudad y nagar Panchayat situada en el distrito de Tiruchirappalli en el estado de Tamil Nadu (India). Su población es de 23740 habitantes (2011). Se encuentra a 16 km de Tiruchirappalli y 39 km de Thanjavur.

## Demografía
Según el censo de 2011 la población de Lalgudi era de 23740 habitantes, de los cuales 11755 eran hombres y 11985 eran mujeres. Lalgudi tiene una tasa media de alfabetización del 91,90%, superior a la media estatal del 80,09%: la alfabetización masculina es del 95,30%, y la alfabetización femenina del 88,63%.